# Лесбийский исторический архив
Лесбийский исторический архив (англ. Lesbian Herstory Archives) — архив, общественный центр и музей в Нью-Йорке, посвященный сохранению истории лесбиянок, расположенный в Парк-Слоуп, Бруклин. Архив содержит самую большую в мире коллекцию материалов лесбиянок и о лесбиянках.
Архив был основан в 1974 году лесбиянками-членами Академического союза геев, которые организовали группу для обсуждения сексизма в рамках этой организации. Соучредители Джоан Нестле, Дебора Эдель, Сахли Кавалло, Памела Олайн и Джулия Пенелопа Стэнли хотели обеспечить защиту историй лесбийского сообщества для будущих поколений.
До 1990-х годов архив размещался в квартире Джоан Нестле в Верхнем Вест-Сайде на Манхэттене. Коллекция в конечном итоге увеличилась настолько, что была перемещена в отдельный дом, который группа приобрела в районе Парк-Слоуп в Бруклине. Архив хранит всевозможные исторические артефакты, касающиеся лесбиянок и организаций лесбиянок, и вырос до 11000 книг и 1300 периодических изданий, а также большого количества фотографий.
В названии архива используется неологизм «еёстория» (англ. herstory) для акцентирования внимания на том, что материалы музея сосредоточены на повествовании истории с точки зрения женщин.

## История

### Основание и ранние годы
После беспорядков в Стоунволле в 1969 году было сформировано множество групп, посвященных освобождению геев. Джоан Нестле считает, что создание Лесбийского исторического архива связано с беспорядками в Стоунволл, «и мужеством, которое нашло свое отражение на улицах». Академический союз геев (GAU) был основан в 1973 году учеными-геями и лесбиянками, заинтересованными в содействии ЛГБТ-движению. Лесбиянки-члены профсоюза организовали группу повышения осведомленности для обсуждения сексизма в академическом союзе геев. Женщины были обеспокоены тем, насколько легко история лесбиянок была потеряна, и не хотели, чтобы их история рассказывалась патриархальными историками Позже Джоан Нестле подробно описала мотивацию создания Архива, написав: «Корни Архива лежат в безмолвных голосах, уничтоженных любовных письмах, изменённых местоимениях, тщательно отредактированных дневниках, так и не сделанных фотографиях».
Девиз Архива: «В память о голосах, которые мы потеряли». Первоначальное заявление о целях организации предусматривало, что коллекция никогда не должна обмениваться или продаваться, что она должна быть размещена в помещении лесбийского сообщества, укомплектованном лесбиянками, и что все женщины должны иметь к ней доступ. Члены-основатели Архивов лесбийских историй имели опыт работы в лесбийском феминизме и политической активности и включали Джоан Нестле, Дебору Эдель, Сахли Кавалло, Памела Олин и Джулию Пенелопу Стэнли. Активистка-лесбиянка Мейбел Хэмптон, которая работала гувернанткой в семье Нестле, когда Нестле росла, также была одним из первых сотрудников. Основатели начали собирать и хранить документы и артефакты, связанные с историей лесбиянок. Они интересовались социальной историей сообщества и собирали всевозможные материалы, связанные с историей лесбиянок, независимо от того, была ли лесбиянка известной или частью маргинальной группы. Позже Эдель рассказывала, что в Архиве была шутка, что если лесбиянка коснется какого-либо предмета, они его заберут.

### Переезд в Парк-Слоуп
Архивы в конечном итоге заняли большую часть квартиры Нестле, и было необходимо найти новый дом для материалов. После нескольких лет сбора средств, который начался в 1985 году, LHA приобрела четырехэтажный дом из коричневого камня по адресу № 484 на 14-й улице в Парк-Слоуп в 1990 году. Архивы были перемещены в их новый дом в 1992 году, а официальное открытие состоялось в июне 1993 года. Информационный бюллетень Lesbian Herstory Archives от декабря 1996 года объявил, что ипотека за здание выплачена. Сегодня в его фонде около 11 000 книг и 1300 наименований периодических изданий, а также неизвестное количество фотографий.

## Организация и выставки

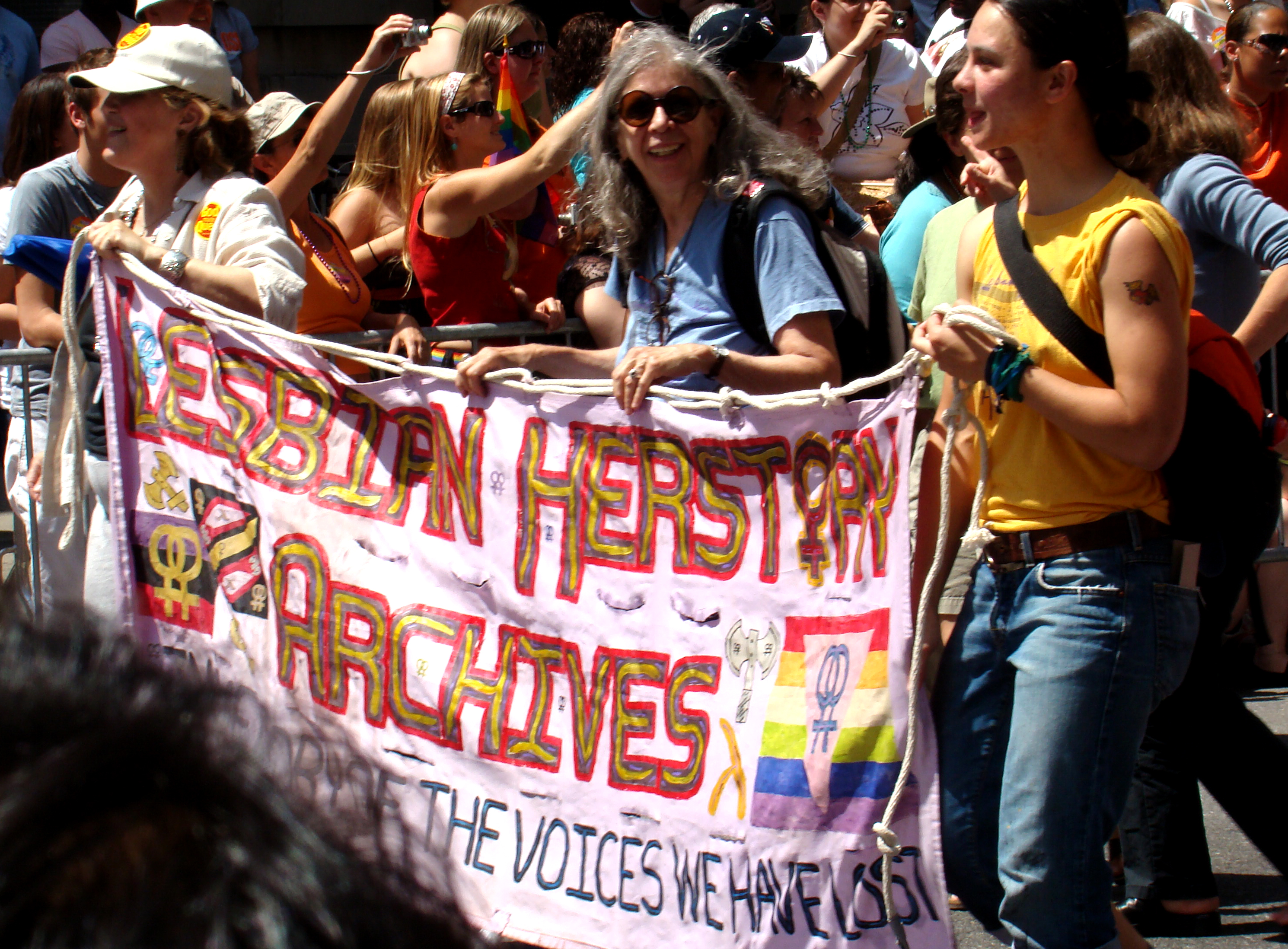
Женщины, марширующие на ЛГБТ-марше в Нью-Йорке в 2007 году, держат баннер Архива лесбийских историй с надписью «В память о голосах, которые мы потеряли».

Архив лесбийских историй находятся в ведении координационного комитета, который определяет, какие предметы принимаются в архив. Архив полностью состоит из добровольцев и студентов. LHA проводит мероприятия в своем пространстве, в том числе курсы, выступления спикеров, марафонские чтения стихов и ежегодное мероприятие в честь Дня святого Валентина. Архивисты из LHA регулярно принимают участие на Дайк-Марше в Нью-Йорке и до 2014 года выступали на марше гордости ЛГБТ. В первые годы существования Архивов лесбийских историй образцы материалов из архивов приносили на марши. Чтобы их сохранить, было разработано передвижное слайд-шоу. LHA также спонсирует передвижные выставки, посвященные различным темам. На выставке «Keepin 'On» были представлены афроамериканские лесбиянки.

### Коллекции
Архивы лесбийских историй начались с личных материалов, пожертвованных основателями. Музей включал в себя все, что написано основательницей Джоан Нестле. Основательницы также призывали пожертвовать материалы и с годами постепенно увеличивали свою коллекцию. Сегодня в коллекции хранятся всевозможные исторические артефакты, включая бумаги, дневники, журналы, фотографии, ленты, плакаты, периодические издания, журналы, футболки и видео. Копии фильмов доступны для просмотра в Архиве, а оригиналы хранятся за пределами объекта в хранилище с контролируемым климатом.
LHA принимает пожертвования материалов для Архивов на протяжении всей своей истории. Мейбл Хэмптон пожертвовала свою обширную коллекцию криминального чтива о лесбиянках в Архив в 1976 году. Файлы из Нью-Йоркского исторического общества геев и лесбиянок и проекта истории лесбиянок были переданы в архив после роспуска этих организаций. В архивах находится коллекция Red Dot Collection, в которую входит библиотека нью-йоркского отделения организации «Дочери Билитис», первой национальной лесбийской организации в Соединённых Штатах. Писательница и активистка Одри Лорд пожертвовала некоторые из своих рукописей и личных документов в Архив. Специальная коллекция Мардж Макдональд состоит из книг, бумаг и журналов Мардж Макдональд, которая оставила материалы LHA в своем завещании, несмотря на возражение ее семьи, которая хотела их уничтожить. Производство L Word подарило свои материалы для прессы в 2010 году.
Веб-сайт LHA, который начал работать в 1997 году, расширился и теперь включает цифровую коллекцию с виртуальным туром по архивам. Цифровая коллекция находится в Школе информации Института Пратта. LHA находится в процессе оцифровки своих коллекций аудио, газет и журналов, а также видео-историй дочерей Билитис. LHA поддерживает более 1500 тематических файлов по различным темам, которые они переделали с помощью Primary Source Microfilm в набор из 175 8-мм катушек с кинолентой.